# Banca Popolare di Puglia e Basilicata
Banca Popolare di Puglia e Basilicata S.C.p.A. (BPPB) è un istituto di credito popolare italiano.
A fine 2018 la Banca Popolare di Puglia e Basilicata contava 109 sportelli ed è presente in undici regioni: Puglia, Basilicata, Lombardia, Lazio, Campania, Molise, Abruzzo, Veneto, Marche, Emilia-Romagna, Piemonte.

## Storia
L'istituto ha assunto l'attuale denominazione nel 1995 con la fusione tra la Banca Popolare della Murgia e la Banca Popolare di Taranto.

### Banca Popolare di Taranto
La Banca Popolare di Taranto, era stata fondata con la denominazione di Banca di credito agricolo e commerciale di Taranto nel 1899 su iniziativa, tra gli altri, dell'arcivescovo di Taranto Pietro Alfonso Iorio con l'intento di "sottrarre all'usura crescente le classi operaie, agricole, commerciali, sfidando impavidi la concorrenza esercitata da ingordi vampiri del sangue dei bisognosi", e negli anni sessanta aveva mutato la propria ragione sociale.

### Banca Popolare della Murgia
Banca Popolare della Murgia era invece la denominazione assunta nel 1972 dall'istituto di credito nato dalla fusione della Banca Cooperativa Agraria di Gravina e della Banca Mutua Popolare Cooperativa di Altamura. 

#### Banca Cooperativa Agraria di Gravina
L'istituto gravinese era stato fondato nel 1883, sulla scorta del nascente movimento cooperativo nel campo del credito popolare, per iniziativa dell'imprenditore agricolo Michelangelo Calderoni-Martini (nato a Gravina l'8 maggio 1848). 

#### Banca Mutua Popolare Cooperativa di Altamura
Cinque anni dopo, il 19 ottobre ad Altamura si sarebbe costituita la Banca Mutua Popolare Cooperativa di Altamura, con la prima sede in una casa di piazza Castello.
Il primo presidente fu Tommaso Melodia e i soci sottoscrittori furono 264 con un capitale sociale di L. 19.675.

### Costituzione della Banca Popolare di Puglia e Basilicata
Nel 1994 la Banca Popolare della Murgia aveva acquisito la Cassa rurale e artigiana dell'Icona di Tursi in provincia di Matera. Anche dopo la costituzione della Banca Popolare della Murgia, l'istituto ha continuato l'espansione, incorporando la Banca Popolare della Provincia di Foggia nel 1996, la Banca di Credito Cooperativo dell'Alto Bradano di Banzi nel 1997, la Banca di Credito Cooperativo Vulture Vitalba di Atella nel 1999, un ramo di azienda della Banca di Credito Cooperativo degli Ulivi - Terra di Bari di Palo del Colle nel 2000, la Banca di Credito Cooperativo di Corleto Perticara nel 2001, e nel biennio successivo alcuni sportelli bancari in Puglia, Campania e Molise facenti capo al gruppo Capitalia e alla Banca Fortorina di Credito Cooperativo. Negli stessi anni, la banca ha aperto nuovi sportelli e varato un aumento di capitale, diventando il secondo istituto autonomo della Puglia, per dimensioni.

### Acquisizione delle filiali UBI Banca
In data 15 gennaio 2021 viene finalizzata la trattativa con Intesa Sanpaolo, come richiesto dall'Autorità garante della concorrenza e del mercato, per l'acquisizione di un ramo d'azienda di UBI Banca consistente nella cessione alla Banca Popolare di Puglia e Basilicata di 26 sportelli (17 filiali e 9 punti operativi), dislocati tra Abruzzo, Basilicata, Calabria e Molise.

## Dati societari
La sede legale e la direzione generale hanno sede ad Altamura in via Ottavio Serena, 13. Il codice ABI è 05385 e il codice BIC-SWIFT è BPDMIT3B. È iscritta al Registro delle Imprese di Bari al n. 00604840777 e all'Albo delle Banche al n. 05293.6. Il capitale Sociale al 31/12/2023 ammontava a  € 152.862.588, mentre il Capitale Sociale Riserve al 31/12/2023 era di € 318.695.118.

### Governance
Consiglio di amministrazione:
- Presidente: Leonardo Patroni Griffi
- Vice presidente: Giuseppe Abatista
- Amministratore delegato: Alessandro Maria Piozzi